# Bella de nit
La bella de nit, enotera groga o onagra (Oenothera biennis) és una planta amb flor del gènere Enotera, abans assignada al gènere Onagra.

## Particularitats
És una planta herbàcia biennal de 0,5 a 1 m, procedent de Sud-amèrica i molt popular com a planta de jardí, s'ha naturalitzat a l'Amèrica del Nord, certes parts d'Europa i Àsia. La trobem naturalitzada a Catalunya i al País Valencià.

## Ecologia
Viu en terres remogudes, pedregams, dunes. Es pot trobar silvestre al costat de carreteres i de camins. Espècie qualificada exòtica invasiva.

## Descripció
Planta herbàcia erecta, robusta i generalment no ramificada, biennal, de 0,5 a 1 m. Presenta espigues estretes de grans flors grogues –inflorescència en raïm- que mantenen el seu color fins a la maduració del fruit. Té 4 pètals i sèpals, ambdós soldats inferiorment en un tub llarg. Pètals de 2-3 cm, obcordiformes, i tub de la corol·la d'1,5 - 4,5 cm. Té 8 estams. Ovari ínfer amb 2-6 lòbuls. Fulles de la roseta estretament lanceolades, llargament peciolades i velloses. Fulles caulinars assegudes, més amples i amb el marge dentat. Fruit de 3 - 3,5 cm de llarg, en càpsula, amb dehiscència longitudinal, cilíndric, vellós, però sense pels i amb la base roja.
D'aquesta planta se n'aprofiten les fulles però principalment les llavors.

## Composició química
- Àcids: Oleic, linoleic, α-linoleic, β-linoleic, γ-linoleic, esteàric, aspàrtic, glutamínic, palmític (llavors), cafeic, elàgic, p-cumàric (fulles).
- Aminoàcids: Arginina, cisteïna, fenilalanina, glicina, histidina, isoleucina, lisina, prolina, lliseta, treonina, tirosina, valina (llavors).
- Vitamines: Àcid ascòrbic (Vitamina C)
- Minerals: Potassi, magnesi, manganès, amoníac, coure, bor, ferro, zinc (llavors), calci, fòsfor (llavors, planta).

## Acció farmacològica
Els àcids grassos essencials són precursors dels eicosanoides (leucotriens, prostaglandines i tromboxans), mediadors cel·lulars i intercel·lulars. Se'ls atribueix un paper regulador del metabolisme general de l'organisme en intervenir directament o indirecta en multitud de processos fisiològics. Destaca sobretot el seu paper com a suplement nutricional i com a emol·lient i antiagregant plaquetari.

## Usos medicinals
Ús tradicional: A Amèrica els natius prenien infusions d'aquesta planta internament per a tractar problemes d'asma i externament com a vulnerari, per a la curació de ferides o problemes a la pell.
Ús actual: S'utilitza l'oli que s'extreu de les petites llavors rogenques per mitjà de pressió en fred per a tractar:

### Intern
- Malalties de la dona:

1. Síndrome premenstrual
2. Infertilitat
3. Quistos d'ovari
4. Bonys als pits

- Impotència
- Caiguda del cabell
- Artritis reumatoide
- Esclerosi múltiple
- Cardiopaties
- Diabetis
- Protector gàstric
- Al·lèrgies
- Regulador de l'excés de llàgrimes o saliva

### Extern
- Èczemes
- Acne
- Distensions i tractaments musculars
- Malaltia de Raynaud

### Altres usos
Planta utilitzada en jardineria ornamental per les seves flors grogues. També utilitzada en la gastronomia com a hortalissa i com a farratge d'animals, especialment porcs.

## Contraindicacions
Evitar en cas d'epilèpsia.
És possible sofrir reaccions adverses estomacals com nàusees o malestar en algunes persones. És preferible prendre aquest suplement amb l'estómac ple per a evitar al màxim els seus possibles efectes secundaris en l'estómac.
Pot produir cefalees.
És millor prendre aquest suplement junt amb petites dosis de vitamina E, fet que evita la seva degradació i fa que aquest suplement es pugui absorbir millor.